# Chợ Tết

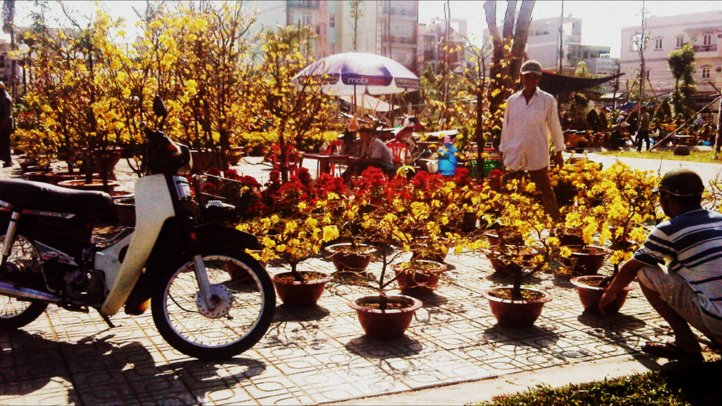
Chợ hoa một loại chợ Tết chuyên bán hoa phục vụ cho ngày Tết

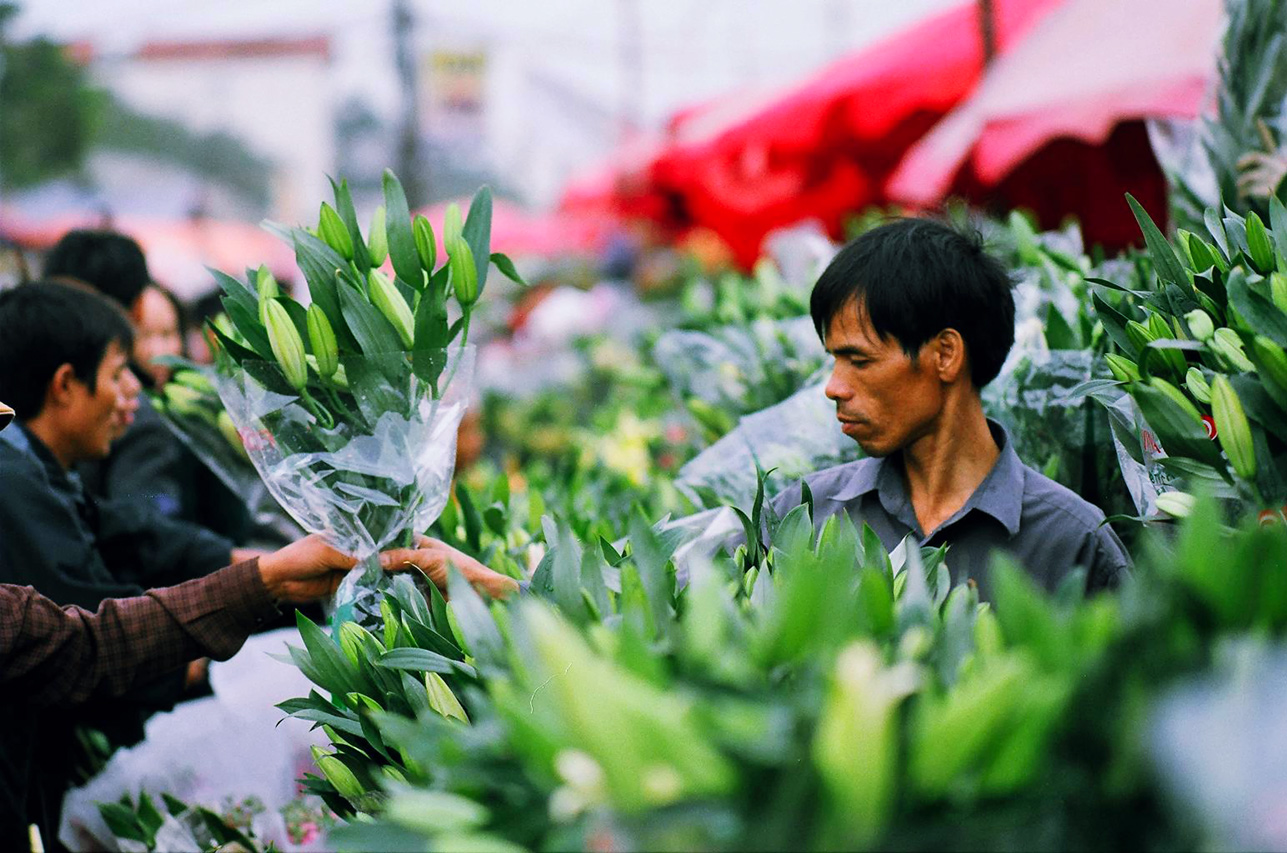
Mua bán hoa ngày Tết

Chợ Tết là những phiên chợ có phiên họp chợ vào dịp Tết (trước tết từ 25 tháng Chạp cho đến 30 tháng Chạp), phục vụ cho nhu cầu mua sắm, chuẩn bị cho ngày Tết. Chợ Tết được diễn ra nhiều nơi từ các đô thị cho tới vùng nông thôn, đến các vùng núi rừng, vùng cao cho đến ở Hải ngoại.  Một trong những phong tục vui Xuân của người Việt Nam là đi chợ Tết để cầu duyên, cầu tài lộc, mua may bán đắt. Chợ Tết xưa mang nhiều nét đẹp truyền thống của dân tộc Việt Nam.

## Đặc điểm
Chợ Tết là nơi buôn bán nhiều mặt hàng, nhưng nhiều nhất vẫn là các mặt hàng phục vụ cho Tết Nguyên đán, như lá dong để gói bánh chưng, gạo nếp để gói bánh chưng hoặc nấu xôi, gà trống, các loại trái cây dùng để thờ cúng (ngũ quả) tổ tiên,... Vì tất cả những người buôn bán hầu như sẽ nghỉ bán hàng trong những ngày Tết, những ngày đầu năm mới sẽ không họp chợ, nên phải mua để dùng cho đến khi họp chợ trở lại đưa đến mức cầu rất cao.
Người Việt có câu mồng bốn chợ ma, mồng ba chợ người nên chợ được họp phiên đầu năm là mồng ba tết (ngày 3 tháng 1 âm lịch). chợ Tết cũng để thỏa mãn một số nhu cầu mua sắm để thưởng ngoạn, để lễ bái như hoa tết, những loại trái cây, đặc biệt là dưa hấu và những loại trái có tên đem lại may mắn như mãng cầu, dừa, đu đủ, xoài,... Những loại chợ Tết đặc biệt cũng sẽ chấm dứt vào trước giờ Ngọ giao thừa. Vào những ngày này, các chợ sẽ bán suốt cả đêm, và đi chợ Tết vào buổi đêm là một trong những cái thú đặc biệt. Kèm theo các chợ mua bán ngày giáp tết đông đúc, nhiều nơi còn tổ chức các chợ hoa nhằm vui xuân.
Hiện nay, nhiều chợ Gốm đã được mở vào ngày giáp Tết để phục vụ người dân. Một điều đáng chú ý là chợ Tết rất hay tăng giá, có nơi giá thịt bò, thịt lợn, tôm,... tăng mạnh đến chóng mặt. Thậm chí, giá được tăng lên gần gấp đôi so với một tuần trước đó, người dân nếu không đi chợ sớm, mua nhanh tay thì đắt mà vẫn không chọn được đồ ngon!
Đồng thời có nhiều hình thức chợ Tết trên mạng Internet và tiếp thị trực tuyến với các mặt hàng thực phẩm, thời trang, tiêu dùng, các dịch vụ như đổi tiền, bán và chở đào quất đều nhộn nhịp trên chợ tết trực tuyến (online) những ngày cận tết. Mức độ an toàn và tin cậy của mua sắm qua mạng ngày càng tăng, nhất là khi phương thức thanh toán điện tử ngày càng phổ biến. Tuy nhiên, ở Việt Nam, có nguy cơ lừa đảo qua các gian hàng online, nhất là khi khách hàng tham gia vào mạng mua bán trực tuyến, không có cách nào để kiểm tra thực tế uy tín của cửa hàng. Nhiều cửa hàng sử dụng hình ảnh của những cửa hàng có sự đảm bảo nhưng lại bán những mặt hàng không đúng giá trị.

## Một số chợ Tết đặc sắc ở Việt Nam
Ở Việt Nam, ngoài các chợ Tết truyền thống với mục đích kinh doanh thương mại thì có những chợ Tết đặc sắc như:
- Chợ Âm Dương ở Bắc Ninh (còn gọi là chợ Âm Phủ), chợ họp ở địa phận làng Ó, xã Võ Cường, thị xã Bắc Ninh. Mỗi năm chợ chỉ họp một lần vào đêm mồng 4 rạng ngày mồng 5 Tết (Tháng Giêng Âm lịch). Với quan niệm người dương đi chợ với người âm, cùng mua may bán rủi, những người đi chợ không dám nói cười ồn ào, vì sợ hồn ma hoảng sợ, không dám thắp đèn vì sợ gà sẽ cất tiếng gáy, làm hồn ma tan tác… Được mua bán nhiều nhất trong chợ là những chú gà đen và các đồ vật tế lễ. Sau khi tan chợ, những người đi chợ lại mời nhau uống nước, ăn trầu và hát quan họ Bắc Ninh.
- Chợ Viềng ở Nam Định: Chợ này chỉ họp 1 lần /năm nhưng đều vào đêm mùng 7 rạng sáng mùng 8 tháng giêng hàng năm. Sản phẩm được đem ra mua bán ở đây chủ yếu là các cây trồng, vật nuôi: từ cây trồng để lấy gỗ, cây hoa cây cảnh, các loại cây ăn quả, thậm chí cả cây cà, cây chanh, cây ớt. Và sau nữa là đến các vật dụng sản xuất nhỏ của nhà nông. Người ta có thể tìm mua ở đây từ cái cày cái cuốc, đến các vận dụng nhỏ như đôi quang thúng, cái đòn gánh cùng trăm ngàn thứ vật dụng linh tinh khác.
- Chợ Gò Trường Úc: Đây là một trong số những chợ tình tiêu biểu của Việt Nam. Chợ Gò Trường Úc có tục nhóm phiên vào ngày mồng 1 Tết trên một gò đất cao ở chân núi Trường Úc, cạnh thị trấn Tuy Phước, cách thành phố Quy Nhơn khoảng 8 km. Chợ Gò Trường Úc đã trở thành điểm vui Xuân lý tưởng mang đậm tính chất lễ hội cổ truyền. Người đi chợ không những để đi mua sắm mà còn du Xuân hái lộc, cầu duyên nợ, cầu sự may mắn, hanh thông.
- Chợ Lượn: Ngoài giêng, một số chợ thuộc các tỉnh Cao Bằng, Lạng Sơn, Bắc Kạn, Thái Nguyên, người Tày thường tổ chức hát lượn giao duyên, nên gọi là chợ Lượn. Thanh niên nam nữ đến đây chơi chợ, mua bán là phụ mà hát lượn - một điệu hát trữ tình dân tộc là chính để bày tỏ tình ân ái với nhau.
- Chợ Cưới ở Vĩnh Phúc: Đây là chợ phiên đặc biệt của người dân tộc ở xã Tam Lộng, huyện Bình Xuyên, tỉnh Vĩnh Phúc, họp vào ngày 25 Tháng Chạp. Trai gái trong bản làng kéo tới đây rất đông, có cả bố mẹ hoặc ông bà đi theo để chứng kiến lời giao ước của họ. Họ có thể đã yêu nhau, hoặc đến chợ mới làm quen và tìm hiểu nhau. Chợ Cưới là một kiểu chợ tình ở miền núi. Nhiều đôi lứa đã nên duyên vợ nên chồng ngay trong chính phiên chợ đặc biệt này.
- Chợ Tết vùng cao: Khi sáng sớm ở bản Mông, Dao, Thái...nhiều người đã xuống chợ. Tiếng ngựa bồn chồn giậm chân hí vang. Tiếng nói, tiếng cười đầy ắp trong sương sớm, ấm lên từng nếp nhà bản nhỏ. Người ngồi trên lưng ngựa dập dìu, họ tưng bừng kéo nhau đi chợ Tết. Đến chiều, áp phiên của phiên chợ vùng cao cuối năm. Ngày đã cạn cũng là lúc người ta lại chia nhau về các ngả mỗi người đều mua cho mình những gì còn thiếu để đón một cái Tết thật trọn vẹn. Một chút muối, chút dầu, mấy cuộn chỉ màu, vài thước vải hoa, những áo những quần... Người đàn bà Mông nọ vẫn không quên mua cho đám con trẻ vài nắm bỏng ngô trộn đường...Tất cả trong đáy mắt họ đều bừng lên những nét vui tươi,rộn rã...[9]